# Babanco
Elvis Manuel Monteiro Macedo, plus connu sous le nom de Babanco (né le 27 juillet 1985 à Praia au Cap-Vert), est un joueur de football international cap-verdien évoluant au poste de milieu de terrain.
Il joue actuellement avec le club du GD Chaves au Portugal.

## Biographie

### Carrière en club
Ayant grandit dans le quartier de Tira Chapéu, Babanco commence le football avec un des grands clubs de sa ville natale du SC Praia.
En janvier 2008, il fait un essai non concluant pour le Toulouse FC. 
Le 31 août 2010, il s'engage en faveur du club portugais de II Divisão du FC Arouca. Il y retrouve son compatriote et international cap-verdien, Néné. Il s'engage pour une saison plus une en option. Dès sa première saison, il a la confiance de son entraîneur Henrique Nunes qui le titularise au milieu de terrain. Il joue 25 match (5 buts) et le club de Santa Maria da Feira termine 5e du championnat de Segunda Liga 2010-11.
La saison suivante, il est toujours l'un des joueurs principaux de l'équipe; il forme avec Néné le milieu de terrain et anime le jeu offensif de l'équipe. Il joue 29 matchs et arrive en fin de contrat.
Durant l'été 2011, il s'engage avec le club portugais de Liga Sagres (D1) du Sporting Clube Olhanense où il évolue encore aujourd'hui.
Après une CAN 2013 réussie, il est annoncé qu'il serait de nouveau suivi en Ligue 1, par le Valenciennes FC; il est également annoncé en Russie, Ukraine, Roumanie (CFR Cluj) et au Sporting Braga  mais il termine la saison à l'Olhanense.
À l'été 2013, il est transféré à Estoril-Praia. Le club se renforce fortement car le club jouera la Ligue Europa la saison suivante.

## Palmarès
Boavista Praia
- Championnat du Cap-Vert (1) :
  - Champion : 2010.